# Ильин, Николай Сергеевич
Николай Сергеевич Ильин (11 мая 1925, Ивкино, Владимирская губерния — 16 ноября 1943, Днепропетровская область) — санитар 78-го гвардейского стрелкового полка 25-й гвардейской стрелковой дивизии, гвардии красноармеец Рабоче-крестьянской Красной Армии, участник Великой Отечественной войны. Герой Советского Союза (1944).

## Биография
Николай Ильин родился 11 мая 1925 года в деревне Ивкино (ныне — Переславский район Ярославской области). Учился в школе, но из-за нужды был вынужден оставить учёбу и устроиться на работу лесорубом. Позднее окончил ремесленное училище в Ярославле, работал столяром. В январе 1943 года был призван на службу в Рабоче-крестьянскую Красную Армию. С августа того же года — на фронтах Великой Отечественной войны, был санитаром 78-го гвардейского стрелкового полка 25-й гвардейской стрелковой дивизии 6-й армии Юго-Западного фронта. Отличился во время битвы за Днепр.
В ночь с 25 на 26 сентября 1943 года переправился через Днепр и принял активное участие в захвате плацдарма и высоты на его западном берегу. На следующий день немецкие войска предприняли ряд контратак. В том бою лично вынес с поля боя 30 получивших ранения бойцов и командиров. Участвовал в боях за близлежащую высоту, лично уничтожив около 5 немецких солдат. 16 ноября 1943 года Н. С. Ильин погиб при попытке вынести с поля боя раненого. Похоронен в селе Наталовка Солонянского района Днепропетровской области Украины.
Указом Президиума Верховного Совета СССР от 19 марта 1944 года за «образцовое выполнение боевых заданий командования на фронте борьбы с немецкими захватчиками и проявленные при этом мужество и героизм» гвардии красноармеец Николай Ильин посмертно был удостоен высокого звания Героя Советского Союза. Также посмертно был награждён орденами Ленина и Красного Знамени.